# فلوریموند کورنلی
فلوریموند کورنلی (انگلیسی: Florimond Cornellie; ۱ مهٔ ۱۸۹۴ – ۱ ژانویهٔ ۱۹۷۸) قایقران قایق بادبانی اهل بلژیک بود.